# Gallicano nel Lazio
Gallicano nel Lazio là một đô thị ở tỉnh Roma trong vùng Latium thuộc Ý, có cự ly khoảng 25 km về phía đông của Roma. Tại thời điểm ngày 31 tháng 12 năm 2004, đô thị này có dân số 5.179 người và diện tích là 26 km².
Gallicano nel Lazio giáp các đô thị: Palestrina, Roma, Zagarolo.